# Симон Шишман
Симон Шишман (1900—1993) — сучасний караїмський автор і видавець.
Народившись у Криму, він намагався емігрувати до Єгипту в 1945 році, але врешті-решт оселився в Парижі.
Симон написав велике дослідження про караїмів, яке має визнане значення для сучасного караїмознавства. З 1973 року він публікує кілька видань «Bulletin d'études karaïtes».
Прихильний до теорій, сформульованих Авраамом Фірковичем та Сімхою Бабовичем, за якими європейські караїми є народом татарської етнічної приналежності, відмінним від юдеїв, він твердо наполягає на цьому розрізненні і приймає в міру старіння дедалі більш ворожу до юдаїзму точку зору, нападаючи на раввіністів, що розділяли точку зору про караїзм, як релігійну течію юдеїв. У статті 1989 р. («Чи судимо ігнорування караїмів?»), Він доходить до того, що звинувачує рабиністів у знищенні караїмської громади в Єгипті (яка емігрувала до Ізраїлю) та в усіх нещастях, яких зазнали караїми.
Шишман не шкодує критики караїмів, які визначають себе євреями (головним чином караїмів Сходу), звинувачуваних у «не впевненості у своїх силах», а також його ворожість до сіонізму, чиї «лідери […] марно прагнули придушити [караїмські ідеї] більше двох тисяч років» (термін «сіонізм» тут чітко стосується єврейських громад у цілому). Раввіністичні євреї, яких завжди називають єдиним терміном «євреї», також регулярно звинувачуються автором, наприклад, у тому, що «матеріально зруйнували» караїмів Польщі та Литви.

## Часткова бібліографія
- Gustaf Peringers Mission bei den Karäern, ZDMG XXVII, (102), 1952, 215—228
- À propos du Karaïsme et des textes de la Mer Morte, VT II, 1952, 343—348
- Les Khazars, problèmes et controverses, RHR CLII, 1957, 174—181
- Communauté Karaïte d'Istamboul, VT VI, 1956, 309—315
- " A. Firkowicz, faussaire de génie ou collectionneur hors pair ? ", Bulletin de la Société Ernest Renan (NS), XXIII, 232—235
- " Die Karäer in Ost-Mitteleuropa ", Zeitschrift für Ostforschung, VI, 1957, 24-54;
- Le Karaïsme, éditions L'Âge d'Homme, Lausanne 1980.
- Les Karaïtes d'Europe, Université d'Uppsala, 1989.